# Bob Fitzsimmons
Robert James Fitzsimmons, detto Bob (Helston, 26 maggio 1863 – Chicago, 22 ottobre 1917), è stato un pugile britannico.
Campione del mondo dei pesi massimi dal 1897 al 1899, fu anche campione del mondo dei medi e dei mediomassimi, divenendo così il primo campione a conquistare titoli in tre diverse categorie di peso. La International Boxing Hall of Fame lo ha riconosciuto fra i più grandi pugili di ogni tempo.
Ha raggiunto la notorietà per aver battuto "Gentleman" James Jim Corbett, (colui che ha battuto John L. Sullivan considerato il primo campione del mondo dei pesi massimi nell'era della boxe moderna).

## Biografia
Fitzsimmons era il più giovane di 12 figli di una famiglia di Helston, in Cornovaglia, che emigrò in Nuova Zelanda quando aveva l'età di 9 anni. Si spostarono a Timaru, una cittadina popolata in gran parte da soli immigrati della Cornovaglia. In città il padre fondò una fucina. Il giovane Fitzsimmons fece svariati lavori prima di cominciare a lavorare nell'officina del padre insieme al fratello. Questo lavoro contribuì particolarmente a rendere forti le sue spalle e braccia.
Nei primi anni ottanta dell'Ottocento prese parte ad un torneo di boxe disputatosi a Timaru, Bob mise KO tutti i 4 avversari e vinse il torneo. Dopo, Fitzsimmons fece almeno 6 match in Nuova Zelanda, alcuni di questi a mani nude, ma non è chiaro se ricevette somme di denaro per questi incontri.

## La carriera
Combatté dal 1883 fino al 1890 nel Nuovo Galles del Sud, in Australia, dove si era trasferito. Qui registrò quasi 30 incontri e combatté principalmente come peso medio. Fitzsimmons portava colpi accurati e ogni tanto conclusivi, era un abile pugile, velocissimo con i pugni e dotato di una forza elevata, si era costruito fin da subito una reputazione come il picchiatore più duro nella boxe.
Nell'aprile del 1890 si trasferì negli Stati Uniti dove combatté altri 4 incontri, vincendone 3. Il 14 gennaio 1891, a New Orleans, conquistò il titolo mondiale dei pesi medi battendo Jack (Nonpareil) Dempsey per KOT al 13º round, mettendolo al tappeto almeno 13 volte. Nel 1894 dopo 26 vittorie in fila incontrò Joe Choynski, a Boston, il quale si salvò da un incontro difficilissimo, in cui Fitzsimmons lo avrebbe probabilmente messo KO, ma a causa dell'intervento della polizia, che irruppe sul luogo dell'incontro, come accadeva frequentemente in quegli anni, fu interrotto e dichiarato un pareggio.
Un paio di anni dopo, nel 1896 cominciò a combattere nei massimi. Nel dicembre 1896 sfidò Tom Sharkey, perdendo l'incontro per squalifica all'ottavo round. La decisione dell'arbitro fu altamente criticata.

### Campione del mondo dei Pesi massimi

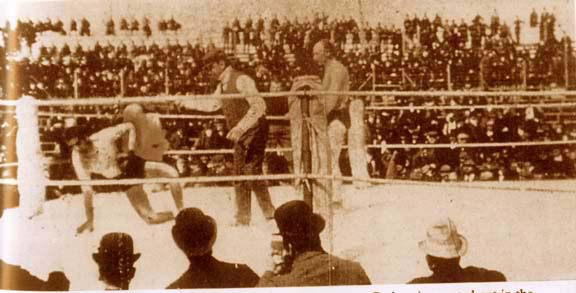
Corbett (a sinistra) vs Fitzsimmons (1897)

Il 17 marzo del 1897, a Carson City, Fitzsimmons sfidò il campione del mondo dei pesi massimi James J. Corbett e lo batté per KO al 14º round, recuperando le sorti di un incontro in gran parte dominato da Corbett, famoso per il suo stile da outfighter, che utilizzava per colpire l'avversario rimanendo alla distanza. Nel 6º round Fitzsimmons finì anche al tappeto, atterrato da una serie di colpi corti di Corbett, ma superò la circostanza. Dopo alcuni round iniziò a colpire Corbett al tronco. Corbett accusò il cambiamento di tattica di Fitzsimmons, che al 14º round lo stroncò con un pesante sinistro al plesso solare. Fitzsimmons spese il resto del 1897 e 1898 a fare tour di esibizione.

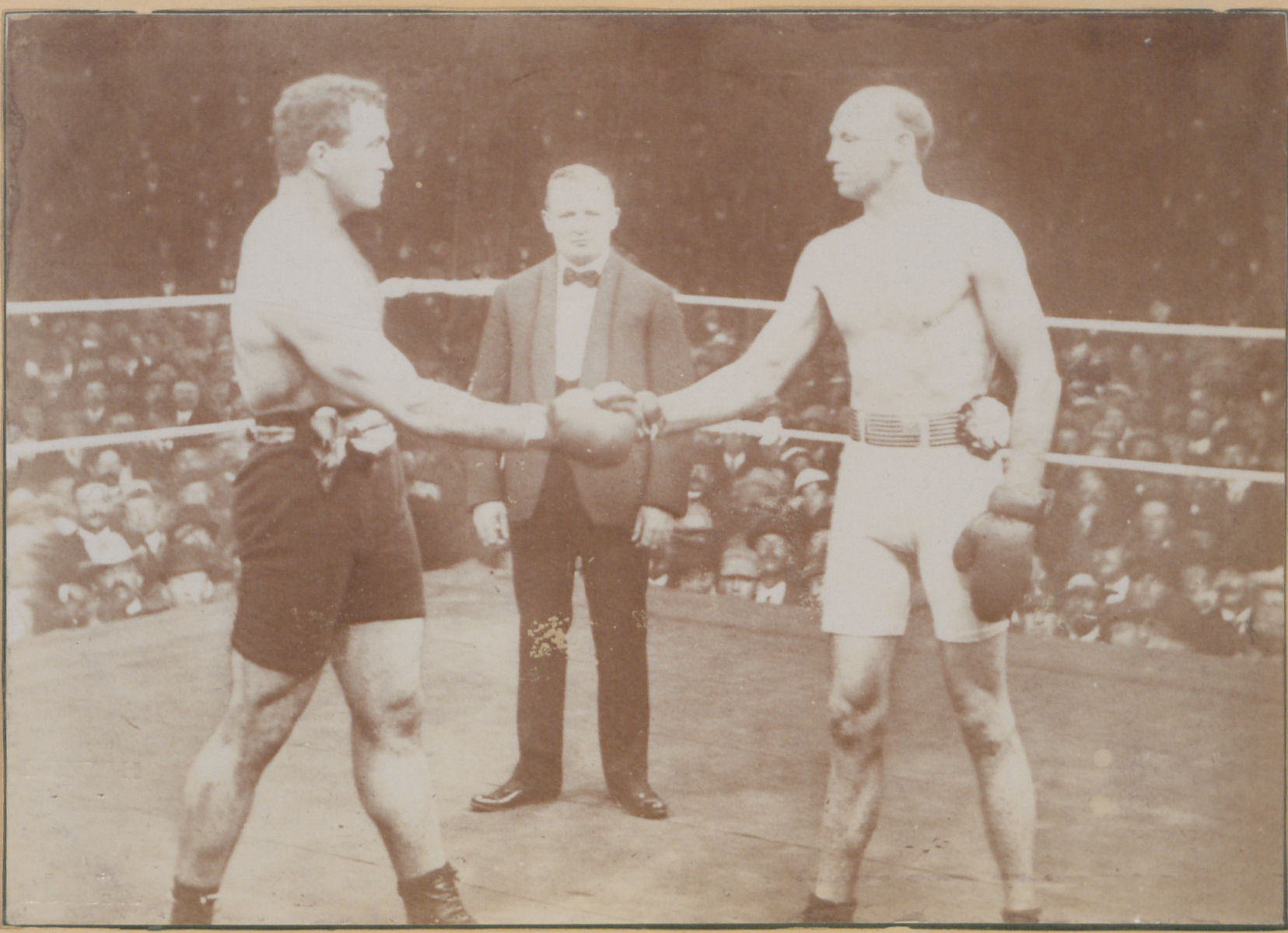
Jeffries (sinistra) e Fitzsimmons (destra) 1902

Il 9 giugno 1899, a Coney Island, mise in palio il titolo contro l'astro nascente James J. Jeffries. Quest'ultimo era ben più massiccio e di 12 anni più giovane del 36 enne Fitzsimmons. Il campione era comunque considerato favorito e alla domanda se fosse preoccupato per la stazza di Jeffries rispose : "The bigger they are, the harder they fall." Creando l'iconica frase. Molti diedero poche chance a Jeffries, nonostante fosse più giovane e pesasse 18 kg in più (circa 95 kg). Jeffries mise giù l'inglese 4 volte, l'ultima fu un KO all'11º round, che decretò la vittoria del titolo dei massimi a favore nell'americano. Fitzsimmons incassò 35 mila dollari, che con l'inflazione sarebbero più di 1 milione e 200 mila dollari di oggi.
In seguito Bob continuò a combattere, vincendo altri 5 incontri, incontrò nuovamente James J. Jeffries nel 1902. Questa volta a San Francisco, in palio ancora il Titolo mondiale dei pesi massimi. L'incontro vide un Jeffries ancora più pesante, arrivando a 100 solidi kg, ma un Fitzsimmons molto più motivato, e questa volta dominò l'incontro in lungo e in largo, colpendolo ripetutamente, non lasciandogli chance di attaccare. Jeffries come di suo solito dimostrò un'ottima resistenza ai colpi. All'ottavo round però Fitzsimmons provocò verbalmente Jeffries e inspiegabilmente abbassò la guardia, di tutta risposta Jeffries mandò un destro e un devastante gancio sinistro che misero l'inglese al tappeto, e perse l'incontro per KO.
Dopo l'incontro Fitzsimmons lodò l'imbattuto campione e Jeffries nominò lo sconfitto come "L'uomo più pericoloso vivente, Fitz è il miglior combattente che sia mai vissuto."
Titolo dei Pesi mediomassimi e ultimi incontri
Dopo quest'ultima sconfitta la carriera del 39 enne non era ancora finita però, il 25 novembre del 1903 sconfisse George Gardner, vincendo così il titolo di Campione del mondo dei pesi mediomassimi. Di conseguenza fece nuovamente la storia divenendo il primo pugile a vincere tre titoli mondiali in tre diverse categorie di peso. Anche se gli storici non lo considerano il primo vincitore del titolo dei mediomassimi a vincere poi quello dei massimi, semplicemente perché vinse prima quello dei massimi, perciò il primo a far ciò tecnicamente rimane Michael Spinks. Ad ogni modo, Fitzsimmons fu sicuramente il primo ad aver conquistato il titolo dei medi e poi dei massimi.
Nel 1905 perse il Titolo mondiale dei mediomassimi contro il fortissimo Philadelphia Jack O'Brien. Ormai 44 enne Bob tornò brevemente tra i massimi dove incontrò anche un Jack Johnson in ascesa, dal quale fu sconfitto facilmente per KO in 2 round. 

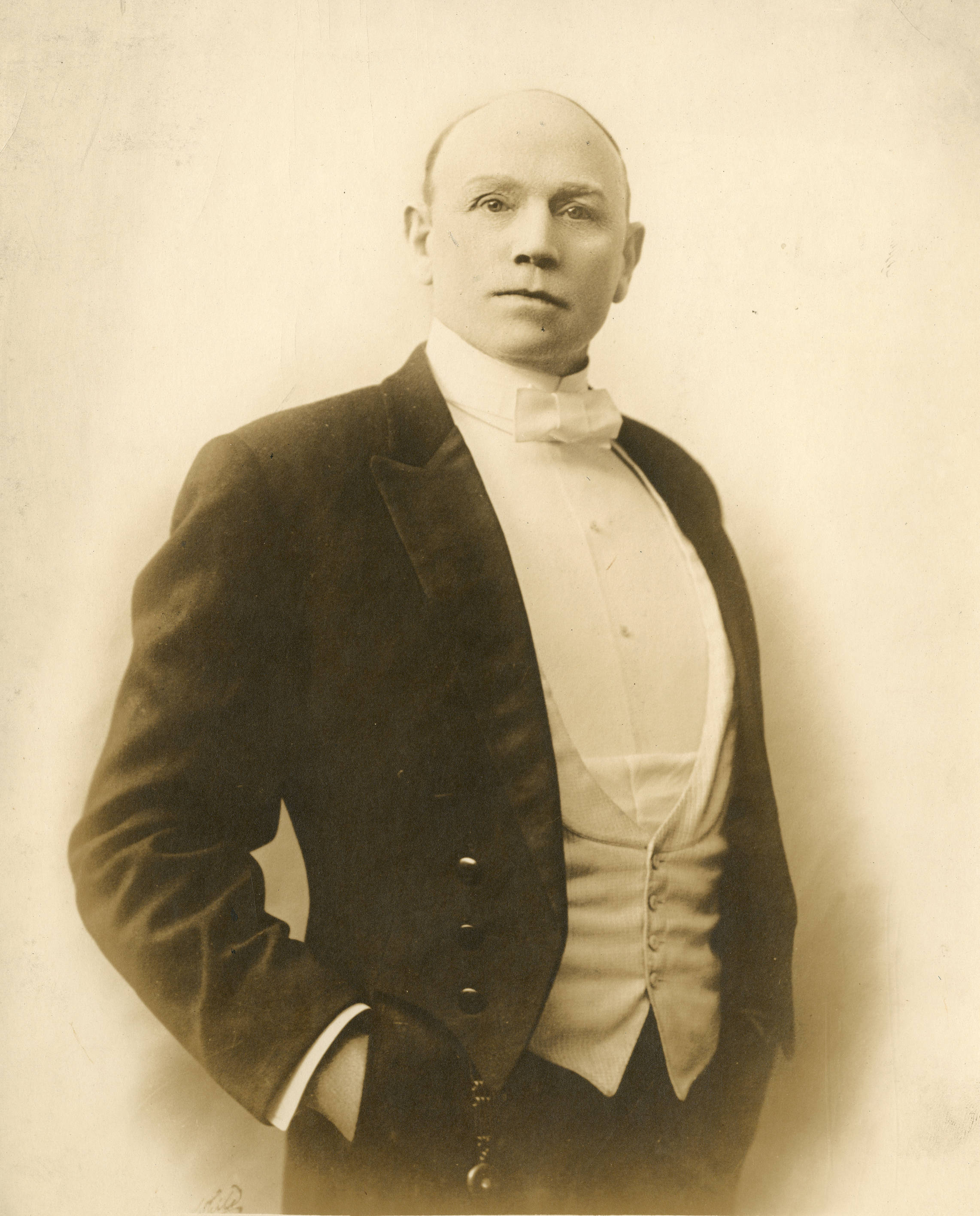
Robert "Bob" Fitzsimmons (1917)

Venne battuto per KO in 12 round dall'australiano Bill Lang nel 1909. Fece altri 2 incontri e poi si ritirò all'età di 50 anni nel 1914.

### Ritiro
Fitzsimmons morì il 22 ottobre 1917 di polmonite, è sepolto al Graceland Cemetery ad Uptown, Chicago. Una sua statua è stata eretta nel 1987 nel centro cittadino di Timaru.
Conoscere precisamente il record professionistico di Fitzsimmons è difficile, dato che il mondo della boxe un tempo non teneva troppo conto di essi. All'incirca combatté in totale 100 incontri, vincendone circa 70 e perdendone una dozzina. Anche se secondo alcuni dati il record finale è di 61 vittorie 8 sconfitte e 4 pareggi.
Al tempo del suo ritiro Fitzsimmons era considerato uno dei migliori pesi massimi di sempre, e secondo molti il miglior peso medio e mediomassimo della storia. È considerato uno dei più grandi picchiatori della storia del pugilato: la rivista Ring Magazine lo inserisce all'8º posto nella propria classifica del 100 più grandi picchiatori di ogni epoca, mentre al 20° in quella dei migliori pesi massimi di sempre. Bleacher Report invece lo ha inserito al 79º posto tra i 100 Migliori Pugili pound for pound di sempre.